# Max Velthuijs
Max Velthuijs, född 22 maj 1923 i Haag, död där 25 januari 2005, var en nederländsk författare. Velthuijs är känd för bilderböckerna om Grodan, som enligt honom själv är hans alter ego.